# セアト・イビサ
イビサ (IBIZA)は、セアトが製造販売している自動車である。

## 初代 021A型 (1984年 - 1993年)
フィアット・リトモの姉妹車セアト・ロンダの足周り（サスペンション）およびエンジンブロック等の部品を流用し、1.2 Lおよび1.5 Lのエンジンを搭載。外装デザインはジウジアーロ、パワートレインはポルシェ、車体構造はカルマンがそれぞれ担当し、1984年に初代モデルが発表された。ターボ装着も計画されていたが採用されなかった。
発売当初の製造品質の評価は高くなく、エンジンやステアリングは鈍重とされ、スイッチ類の使い勝手の悪さも指摘された。大ヒットしたVWゴルフの2代目に非常によく似たデザインが採用され、丸目のゴルフを角目にしたような非常にすっきりとまとまったデザインだった。『Powered by Porsche』と記載された横長ステッカーがリアウィンドウ上部に標準状態で貼られている。この初代は5年後の1989年、さらに2年後の1991年と2度のマイナーチェンジが行われた。
日本への輸入は、1989年以前のモデルでエンジンは1.2と1.5 L、グレードは1.2ジュニアと1.5GLX、色は赤と黒だった。並行輸入車の業界団体、外国自動車輸入協同組合（Faia）が合計数百台輸入し組合加盟業者により販売された。販売台数は公表されていない。

## 2代目 6K型 (1993年 - 2002年)
1993年5月のバルセロナ国際自動車ショーで発表された。初代から継承されたのは車名のみで、車両そのものはこの年にセアト資本のほぼ100%を所得したフォルクスワーゲンの技術で開発され、格段のレベルアップを遂げたと評価された。精悍なハイデッキプロポーションの外観は引き続きジウジアーロが担当している。
エンジンはVWの1.05から2.0Lが、サスペンションはゴルフから前輪用ストラットと後輪用トーションビームが流用された。ドイツの技術とラテンのセンスを併せ持ったモデルと評され、ヨーロッパ全土で成功を収め、1996年にはTDIディーゼル仕様（110馬力仕様もあった）や2.0 LDOHC16バルブ、150馬力エンジン搭載の"CUPRA（クプラ:CUP RAcingから）SPORTS"などのバリエーションも登場した。
1999年夏に大掛かりなマイナーチェンジが実行された。3分割グリルによりさらに精悍さを増したフロント部、全く新しいダッシュボードデザインなどのデザイン変更という見た目の部分の変更の陰で、ボディの安全対策強化と部品リサイクル性の向上なども含め、多岐に亘って改良が施されていた。エンジンでは1.0 Lから1.8 LDOHC20バルブターボまでが準備されより多彩になった。1.4と1.6 Lには16バルブエンジンが採用されている。
商用およびLAVのバリエーションとしてホイールベースを2,601mmに延長したセアト・インカが1995年から2003年まで生産された。

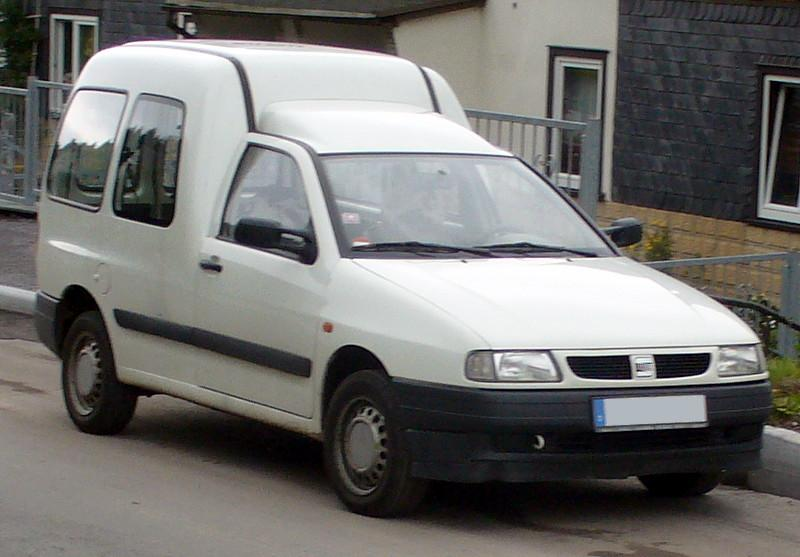
インカ

## 3代目 6L型 (2001年 - 2008年)
2001年末、イビサは先代モデルからの基本構造とエンジンバリエーションを継承したフルモデルチェンジを行った。
最初に目につくのはスタイリングで、アルファロメオのチーフデザイナーだったワルテル・デ・シルヴァが参加した肉感的なデザインとなった。室内や装備等も安全装備の充実等、時代に合わせて刷新されたものになっている。サスペンションはセアトがASR（Active Steeering Response）と名付けた堅いショックアブソーバーと柔らかいバネを特徴としたコンセプトが採用されている。
2003年、イビサ最強モデルであるクプラが1.8 Lターボ180馬力と1.9 LTDIディーゼル160馬力仕様としてモデルチェンジされ、外観もより高性能版としてのアピール性を高めている。従来からの1.8 Lターボ（150馬力となった）仕様は、クプラに次ぐ高性能仕様車「FR（"Formula Racing"の意）」となった。後にターボディーゼルエンジンTDI車も改良され、1.9 L130馬力TDIエンジン仕様として「FR」に追加されている。

## 4代目 6J/6P型 (2008年 - 2017年)
2008年に登場した4代目モデルはフォルクスワーゲン・ポロやシュコダ・ファビア、アウディ・A1とプラットフォームを共有する。スタイリングはルク・ドンカーヴォルケによって手がけられた。エンジンは1198ccが70CV、1390ccが85CV、1598ccが85CV、1422ccが90CV、1896ccが105CVとなる。スポーツモデルのクプラは1.4リットルのTSIに7速DSGを組み合わせている。
2010年2月、ワゴンモデルを追加した。
2012年にマイナーチェンジを実施し外装やグレード体系を変更、ガソリンエンジンは1197ccのTSI、1198ccの自然吸気仕様、1390ccのTSIとなり、GPL仕様では1598ccとなる。ディーゼルエンジンは1199cc、1598cc、1986cc（いずれもTDI）となった。

## 5代目 6F/KJ1型 (2017年 - )
2017年3月にジュネーブモーターショーにて初公開された5代目モデルはフォルクスワーゲン・ポロやシュコダ・ファビア、アウディ・A1より先にMQB A0プラットフォームを採用した最初の車両となる。スタイリングは姉妹車のレオンと共通で、ガソリンエンジンは999ccの1.0MPI、TSI、 TGI、1498ccの1.5TSI、ディーゼルエンジンは1598ccの1.6TDIとなっており、1.0Lエンジンは全て直列3気筒エンジンとなっている。
ヨーロッパでは、「イビサ・カップ」と呼ばれるワンメイクレースが開催されている。
2021年4月15日にフェイスリフトを実施した。

## 車名
「IBIZA (イビザ)」は、スペイン王国にあるバレアレス諸島の一つである「Ibiza (イビサ島)」に由来する。